# Unternehmen Dora
Das Unternehmen Dora war der Deckname einer deutschen Militäroperation, die als Kommandounternehmen in Afrika während des Zweiten Weltkriegs durchgeführt wurde.
Ein im Juni 1942 gestartetes Sonderkommando der Spezialeinheit der Brandenburger  stieß ausgehend von der libyschen Hauptstadt Tripolis rund 4000 km quer durch die Saharawüste bis zum zentralafrikanischen Tschadsee vor. Ziel war es zum einen, die dortige Feindlage im französischen Kolonialgebiet Äquatorialafrika zu erkunden, des Weiteren sollten jedoch auch taktische Operationen gegen die alliierte Nachschubstraße, welche vom Golf von Guinea über das zentralafrikanische Gebiet des Tschad bis nach Port Sudan in der britischen Kolonie Sudan verlief, durchgeführt werden. Das Sonderkommando ging in drei getrennten Kommandoeinheiten vor, ausgehend vom im Südwesten Libyens gelegenen Tassili-Plateau hin zum Tibesti-Gebirge sowie in die Oase Ghat. Die logistische Organisation übernahm der Ethnologe Hans Rhotert.
Als Ergebnis dieses Unternehmens wurde konstatiert, dass für eine wirksame Unterbrechung des alliierten Nachschubweges ein höherer Kräfteansatz notwendig wäre. Zudem führte eine mitgeführte Einheit der Abwehr-Abteilung I, unter der Leitung von Otto Schulz-Kampfhenkel, unabhängig davon eine militärstrategische, wehrgeologisch-kartographische Erkundungsmission in Südlibyen durch. Der Einsatz diente vor allem zur Unterstützung des Deutschen Afrikakorps (DAK). Das Unternehmen wurde umfangreich dokumentiert. Photographien und Dokumente zum Sonderunternehmen Dora befinden sich im deutschen Bundesarchiv.